# 帝京大学陸上競技部
帝京大学陸上競技部（ていきょうだいがくりくじょうきょうぎぶ）は、帝京大学の陸上競技チームである。関東学生陸上競技連盟に所属する。帝京大学強化指定クラブ。

## チーム概要
1979年（昭和54年）に帝京大学八王子キャンパスの有志により陸上競技部が創部され、箱根駅伝を目指す選手のほか長距離選手（一般入学）、短距離選手らが所属している。
1994年（平成6年）に箱根駅伝出場を目指し長距離部門を強化、同年喜多秀喜（元神戸製鋼所陸上競技部監督、元流通経済大学監督 ）を帝京大学陸上競技部監督として迎えた。1997年（平成9年）の箱根駅伝予選会で4位に入賞し本選出場を獲得するも最下位（15位）、翌年も同順位に沈んだが、1999年（平成11年）に陸上競技部から分離し箱根駅伝出場を目標とした駅伝競走部を創部すると2000年（平成12年）に総合4位（往路3位、復路7位）で初のシード権を獲得した。その後2002年（平成14年）までシード権を維持するが、以後はシード権落ち（10位以下）が続いた。
2005年（平成17年）に喜多が成績不振を理由に監督を辞任し中野孝行が監督に就任、中野監督の日々の地道な指導により2008年（平成20年）には総合8位（往路12位、復路5位）に入賞し再びシード権を獲得した。
2021年（令和3年）10月にフランスベッドとユニフォームのロゴスポンサー契約を結び、同月15日に調印式が行われた。
学内的には（一部対外的にも）箱根駅伝を目指す強化選手らによる駅伝競走部と、その他一般入学の学生らによる陸上競技部に学友会への登録を分けている。大会や記録会によっては帝京大学駅伝競走部と帝京大学陸上競技部と別に所属が表記される場合があるが、学連への登録上は帝京大学陸上競技部で統一されている。

## 箱根駅伝
箱根駅伝には第99回大会（2023年）現在、24回出場しており最高順位は第76回大会（2000年）および第89回大会（2013年）、第96回大会（2020年）の総合4位である（往路のみだと、第98回大会の2位）。しばらくのあいだ予選会敗退が続く低迷期もあったが、第84回大会（2008年）で3年ぶりに登場しシード権を獲得した。過去にはボルダーや昆明（中華人民共和国）などでの高地トレーニングを行ったこともある。ユニフォームの色はテレビやインターネットなど各メディアでファイアーレッドと呼ばれる。

## 主な関係者
- 監督 - 中野孝行（医療技術学部スポーツ医療学科・スポーツ医科学センター准教授）
- コーチ - 杉本昇三（八王子キャンパス事務部入試グループ職員）、野尻康太郎
- アスレティックトレーナー - 廣重陽介（スポーツ医科学センター講師）
- 管理栄養士 - 葛西真弓（スポーツ医科学センター助教）
- サイエンスチーム - 大西朋（スポーツ医科学センター講師）
- 顧問 - 山田剛（医真菌研究センター准教授）

## 主な出身者
- 安生充宏（富士通）
- 中崎幸伸（トヨタ自動車九州）
- 飛松誠（安川電機）
- 喜多健一（九電工）
- 戸村将幸（九電工）
- 井上泰加彦（JFEスチール）
- 黒木文太（安川電機）
- 酒井将規（九電工）
- 中尾勇生（トヨタ紡織）
- 西村知修 2011年第87回箱根駅伝4区区間新記録(当時)（ヤクルト）
- 星岳（コニカミノルタ）
- 遠藤大地

## 公式サイト
- 帝京大学駅伝競走部
- 帝京大学駅伝競走部（旧サイト）